# Роджерс (Арканзас)
Роджерс (англ. Rogers) — місто (англ. city) в США, в окрузі Бентон штату Арканзас. Населення — 69 908 осіб (2020).

## Географія
Роджерс розташований на висоті 417 метрів над рівнем моря за координатами 36°18′58″ пн. ш. 94°9′17″ зх. д. / 36.31611° пн. ш. 94.15472° зх. д. (36.315975, -94.154618).  За даними Бюро перепису населення США в 2010 році місто мало площу 98,75 км², з яких 98,27 км² — суходіл та 0,48 км² — водойми.

## Демографія
Згідно з переписом 2010 року, у місті мешкали 55 964 особи в 19 675 домогосподарствах у складі 14 000 родин. Густота населення становила 567 осіб/км².  Було 22022 помешкання (223/км²). 
Расовий склад населення:
| - 73,7 % — білих - 2,6 % — азіатів - 1,4 % — чорних або афроамериканців - 1,0 % — корінних американців - 0,3 % — вихідців з тихоокеанських островів - 18,1 % — осіб інших рас |

До двох чи більше рас належало 3,0 %. Іспаномовні складали 31,5 % від усіх жителів.
За віковим діапазоном населення розподілялося таким чином: 30,6 % — особи молодші 18 років, 60,1 % — особи у віці 18—64 років, 9,3 % — особи у віці 65 років та старші. Медіана віку мешканця становила 31,7 року. На 100 осіб жіночої статі у місті припадало 96,2 чоловіків;  на 100 жінок у віці від 18 років та старших — 92,9 чоловіків також старших 18 років.
Середній дохід на одне домашнє господарство  становив 78 435 доларів США (медіана — 52 943), а середній дохід на одну сім'ю — 89 690 доларів (медіана — 61 219). Медіана доходів становила 38 692 долари для чоловіків та 32 779 доларів для жінок. За межею бідності перебувало 15,3 % осіб, у тому числі 22,2 % дітей у віці до 18 років та 8,7 % осіб у віці 65 років та старших.
Цивільне працевлаштоване населення становило 28 877 осіб. Основні галузі зайнятості: роздрібна торгівля — 22,6 %, освіта, охорона здоров'я та соціальна допомога — 15,9 %, виробництво — 14,6 %.

## Історія

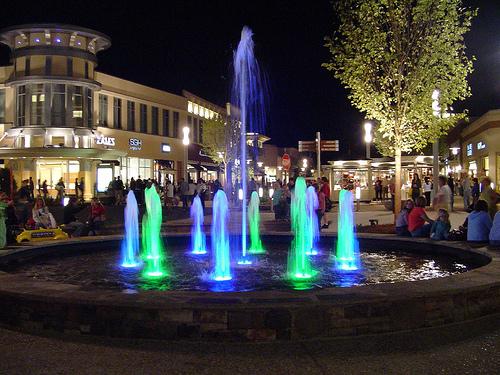
Центральний майдан міста

Місто було засноване 1881 року і отримало свою назву на честь колишнього віце-президента та головного управляючого компанії «Залізниця Сент-Луїс — Сан-Франциско» капітана Чарльза Воррінгтона Роджерса.
1962 року в місті було відкрито перший магазин в майбутньому найбільшої в світі роздрібної мережі Wal-Mart, штаб-квартира компанії при цьому перебувала в адміністративному центрі округу Бентон місті Бентонвілі. В Роджерсі також розміщується штаб-квартира та музей компанії-виробника пневматичних пістолетів Daisy Outdoor Products.
У червні 2007 року журнал BusinessWeek поставив місто Роджерс на 18-е місце в списку 25 найкращих для ведення бізнесу територій Американського Півдня.

## Головні автодороги
- I-540
- US-62
- US-71

## Відомі особистості
- Стів Вомак (* 1957) — американський політик, колишній мер міста.